# Sancho (Recife)
Sancho é um bairro do Recife, Pernambuco.
Integra a quinta Região Político-Administrativa (RPA 5), Microrregião 5.3.  Faz limites com Curado, Totó,Tejipió e Coqueiral 
É conhecido pela existência, em sua área territorial, do Hospital do Sancho, nosocômio especializado no tratamento de tuberculose, originado de uma casa de repouso instalada pelos americanos na II Guerra Mundial, para convalescência de seus militares.

## História
O nome do bairro deriva do nome do antigo dono do sítio onde o bairro se criou, denominado João Ribeiro Sanches. Na época da Segunda Guerra Mundial, foi erguida uma casa de repouso, e os habitantes das redondezas se dirigiam ao local, por ter um clima agradável e calmo. Essa casa transformou-se no hoje Hospital Octavio de Freitas, o Hospital do Sancho, especializado em tratamento de tuberculose.

## Demografia
- Área Territorial: 63 ha.
- População:11.199 habitantes[nota 1]
  - Masculina:7.014
  - Feminina: 4.185
- Densidade demográfica: 177,46 hab./ha.

## Educação
No Sancho encontram-se as seguintes instituições educacionais: 
- Escola Municipal Professora Maria da Paz Brandão Alves
- Escola Municipal do Sancho

## Comércio
Há na localidade os seguintes estabelecimentos comerciais: 
- 7 Supermercados
- 4 Instituições Religiosas
- 3 Academias
- 3 Concessionárias e Serviços Autorizados de Veículos
- 6 Drogaria:
  - 3 24 Horas
  - 3 Online
- 3 Estamparias.